# Fiodor Nowikow
Fiodor Siergiejewicz Nowikow, ros. Фёдор Сергеевич Новиков (ur. 4 marca 1927 we wsi Siemionkowo, w guberni moskiewskiej, Rosyjska FSRR; zm. 13 sierpnia 2008 w Moskwie, Rosja) – rosyjski piłkarz, grający na pozycji napastnika, trener piłkarski.

## Kariera piłkarska
Wychowanek Szkoły Sportowej Zaria Kujbyszew. W 1945 rozpoczął karierę piłkarską w zespole amatorskim Zaria Kujbyszew. W 1947 został zaproszony do głównej drużyny miasta, Krylja Sowietow Kujbyszew. Latem 1959 odszedł do Stroitiela Ufa, w którym zakończył karierę piłkarza.

## Kariera trenerska
Po zakończeniu kariery piłkarza rozpoczął pracę szkoleniowca. Najpierw w 1960 pomagał trenować Stroitiel Ufa, a w 1961 stał na czele klubu, którym kierował do 1964. Od 1965 do 2002 pracował na różnych stanowiskach w klubach Mietałłurg Kujbyszew, Spartak Joszkar-Oła, Sokoł Saratów, Wołgar Astrachań, Torpiedo Taganrog, Spartak Moskwa, Krasnaja Priesnia Moskwa, Paxtakor Taszkent, Fakieł-Profus Woroneż, Lokomotiw Moskwa, Kołos Krasnodar, Kubań Krasnodar, Spartak Szczołkowo, Oka Kołomna, Torgmasz Lubiercy, Awangard Sołniecznogorsk, Spartak Łuchowicy i Mieszczera Jegorjewsk. Potem pracował jako trener w Szkole Sportowej Krylja Sowietow Moskwa.
13 sierpnia 2008 zmarł w Moskwie w wieku 81 lat.

## Sukcesy i odznaczenia

### Sukcesy piłkarskie
Krylja Sowietow Kujbyszew
- finalista Pucharu ZSRR: 1953

### Sukcesy trenerskie
Paxtakor Taszkent
- wicemistrz Pierwoj Ligi ZSRR: 1990

### Odznaczenia
- tytuł Mistrza Sportu ZSRR: 1951
- tytuł Zasłużonego Trenera Rosyjskiej FSRR: 1980
- tytuł Zasłużonego Trenera Uzbeckiej SRR: 1990